# Пръстенов свят
„Пръстенов свят“ е научнофантастичен роман от 1970 г. на Лари Нивън, който се развива в неговата вселена на „известното пространство“ и се счита за класика на научнофантастичната литература. Романът разказва историята на Луис Ву и неговите спътници на мисия до Пръстенов свят, изкуствен свят с въртящо се колело, извънземна конструкция в космоса с диаметър 299 млн. км. Впоследствие Нивън пише три романа-продължения, а след това съвместно с Едуард М. Лърнър пише четири предистории и последно продължение; петте последни романа съставляват поредицата „Флота на световете“ . Всички романи от поредицата „Пръстенов свят“ са свързани с множество други книги, чието действие се развива в  „известното пространство“. „Пръстенов свят“ печели наградата „Небюла“ през 1970 г., както и наградите „Хюго“ и „Локус“ през 1971 г.

## Сюжет
На планетата Земя през 2850 г. сл.н.е. Луис Гридли Ву празнува 200-ия си рожден ден. Въпреки възрастта си Луис е в перфектно физическо състояние благодарение на лекарство за дълголетие. Той среща Несус, кукловод от Пирсън, който му предлага мистериозна работа. Заинтригуван, след известни колебания Луис приема. Говорещия с животни, който е кзин, и Тила Браун, млада човешка жена, която става любовница на Луис, също се присъединяват към екипа.
В родния свят на кукловодите им се обяснява, че целта на експедицията е да изследва света на пръстена, гигантски изкуствен пръстен, за да види дали представлява някаква заплаха. Пръстенът е широк около 1,6 милиона км, а диаметърът му е приблизително колкото диаметъра на земната орбита, обграждайки звезда, подобна на Слънцето. Той се върти, за да осигури изкуствена гравитация със сила 99,2% от центробежната сила на Земята. Светът на Пръстена има обитаема плоска вътрешна повърхност (еквивалентна по площ на приблизително три милиона Земи), годна за дишане атмосфера и температура, оптимална за хората. Нощта се осигурява от вътрешен пръстен от сенчести квадрати, които са свързани помежду си с тънка, ултраздрава жица. За награда при изпълнение на мисията, на екипажа е обещан звездният кораб, с който са пътували до родния свят на кукловодите; той е с порядъци по-бърз от всеки кораб, притежаван от хора или кзини.
Когато стигнат до околностите на Света на Пръстена, те не могат да се свържат с никого и техният кораб, „Лъжливото копеле“, е деактивиран от автоматизираната система за защита от метеоритr на Пръстеновия свят. Сериозно повреденият кораб се сблъсква с нишка от квадратна тел и се приземява при катастрофа близо до огромна планина, Божия юмрук. Тъй като термоядреният двигател е унищожен, те не могат да се изстрелят обратно в космоса, къдетода използват неповредения хипердвигател, по-бърз от светлината, за да се върнат у дома. Така екипажът се заема да намери начин да измъкне „Лъжливото копеле“ от Пръстеновия свят.

## Прием
Алгис Будрис намира „Пръстенов свят“ за „отличен и забавен“, а Сам Джордисън го описва като „може би един от най-влиятелните научнофантастични романи от последните 50 години.

## Влияние в други произведения
- Тери Пратчет е възнамерявал неговия роман „Страта“ от 1981 г. да бъде сатира на „Пръстенов свят“. Нивън приема сатирата положително и прочита романа с удоволствие.[5]
- Сюжетът на играта със стрелба от първо лице Halo: Combat Evolved за Xbox, Windows и Mac OS X също се развива върху изкуствена пръстеновидна структура. В играта са забелязани прилики с „Пръстенов свят“[6] и Niven е помолен (но отказва) да напише първия роман, базиран на играта.[7]
- В романа на Ърнест Клайн от 2011 г. Ready Player One, един от секторите на OASIS, световната мрежа за виртуална реалност, която е основното поле на действие в романа, е наречена адаптация на  „Пръстенов свят“.
- Романът от 1987 г. „Александрийският пръстен“ от Уилям Р. Форсчън се развива на пръстен, много подобен на този от романа на Нивън.
- Епизод 5 от „Книгата на Боба Фет“ включва станцията Главис, която е оформена като пръстен и включва сенници по същия начин като  Пръстеновия свят на Нивън.

## Книги в поредицата
- Fleet of Worlds (2007)
- Juggler of World (2008)
- Destroyer of Worlds (2009)
- Betrayer of Worlds (2010)

- „Пръстенов свят“ (1970)„
- „Пръстенов свят II“ (1980)
- „Тронът“ (1996)
- „Децата на Пръстеновия свят“ (2004)

- Fate of Worlds : Return from the Ringworld (2012)